# 22564 Jeffreyxing
22564 Jeffreyxing è un asteroide della fascia principale. Scoperto nel 1998, presenta un'orbita caratterizzata da un semiasse maggiore pari a 2,2257852 UA e da un'eccentricità di 0,1688892, inclinata di 3,45816° rispetto all'eclittica.